# Municipio de Isbel
El municipio de Isbel (en inglés: Isbel Township) es un municipio ubicado en el condado de Scott en el estado estadounidense de Kansas. En el año 2010 tenía una población de 97 habitantes y una densidad poblacional de 0,47 personas por km².

## Geografía
El municipio de Isbel se encuentra ubicado en las coordenadas 38°28′48″N 101°3′16″O / 38.48000, -101.05444. Según la Oficina del Censo de los Estados Unidos, el municipio tiene una superficie total de 206.36 km², de la cual 206,36 km² corresponden a tierra firme y (0 %) 0.01 km² es agua.

## Demografía
Según el censo de 2010, había 97 personas residiendo en el municipio de Isbel. La densidad de población era de 0,47 hab./km². De los 97 habitantes, el municipio de Isbel estaba compuesto por el 100 % blancos. Del total de la población el 0 % eran hispanos o latinos de cualquier raza.